# Zona de Mechi
Mechi (Nepalí: मेची) fue una de las catorce zonas de la República Federal Democrática de Nepal. Su oficina central está en Ilam. La zona de Mechi se localizaba bajo la división Oriental de Nepal, y limitaba con los estados de Sikkim y Bihar, pertenecientes a la India, en el este y el sur y con Tíbet, perteneciente a la República Popular China, en el norte. La ciudad más grande era Damak en el Terai. La mayoría demográfica en Mechi era de Kirantis (etnias Limbu y Rai) y otros grupos étnicos como Koche, y Meche y castas de colina como Bahun, y chhetris.
Poseía 8.196 km² de superficie y un total de 1.307.669 habitantes (según cifras arrojadas del censo realizado en el año 2001). Estos datos dan lugar a una densidad poblacional de 159,5 pobladores por cada kilómetro cuadrado de la zona administrativa.

## Distritos
La zona de Mechi se encontraba subdividida en cuatro distritos a saber:
- Ilam
- Jhapa
- Panchthar
- Taplejung

- Datos: Q9180
- Multimedia: Mechi Zone / Q9180